# 三十絃
三十絃（さんじゅうげん）は、箏の一種。

## 概要
1955年（昭和30年）に宮下秀冽の考案により初めて作られ、その後、宮下伸とともに改良を加えて完成させ、1965年（昭和40年）の芸術祭で公表した。
30絃、全長235cm前後、最大幅55cm前後の大型の箏であり、可動フレットの不完全ツィターに属する。従来の十三絃の箏の低音域と高音域を増大している。竜角からピンまでの間隔を長くし、そこの位置で絃を弾いたり（無調音）、打ったり（打音）できるように工夫され、打楽器的機能も備えている。材質は従来の箏と同様で、各絃が頭部のピンに巻きつけられる点は、十七絃と同様である。低音絃は極太（十七絃用より太い）を使用し、打楽器として手で力いっぱい叩いても十分耐えられるようにされている。絃の太さは、3本単位ぐらいで変えられており、低音部17本は絹、高音部13本はテトロン製である。箏柱は、全体的に大きく、最大例（低音部用）は総高8.5cm前後、最小例（高音部）は十七絃の箏柱に同じである。絃の太さと箏柱の高さの調整により、箏柱は斜め一列に並ばぬよう工夫されている。
現代音楽に使用され、右3指義爪奏法などがある。

## 代表作品
- 初代宮下秀冽作曲 「三十絃のための独奏曲」（宮下伸の演奏により芸術祭優秀賞）
- 諸井誠作曲 「S. M.のための“シンフォニア”」 （宮下伸の演奏により芸術祭大賞）
- 宮下伸作曲 「二面の三十絃と打楽器のための“ひびき”」（1972・NHK委嘱）
- 宮下伸作曲 「三十絃と打楽器のための“ひびき”」（1972・NHK委嘱）
- 宮下伸作曲 「三十絃・箏・尺八・打楽器のための“海流にのって”」（1993・日本三曲協会委嘱）
- 宮下伸作曲 「三十絃・尺八・歌になる“南島”」1995・文化庁委嘱